# Rhipidure moucheté
Rhipidura albogularis
Espèce
Le Rhipidure moucheté (Rhipidura albogularis) est une espèce de passereaux de la famille des Rhipiduridae.

## Distribution
On le trouve au Bangladesh, en Inde et au Pakistan.

## Sous-espèces
D'après la classification de référence (version 5.2, 2015) du Congrès ornithologique international, cette espèce est constituée des sous-espèces suivantes :
- Rhipidura albogularis albogularis (Lesson) 1831 ;
- Rhipidura albogularis vernayi (Whistler) 1931.